# Dag van de Verpleging

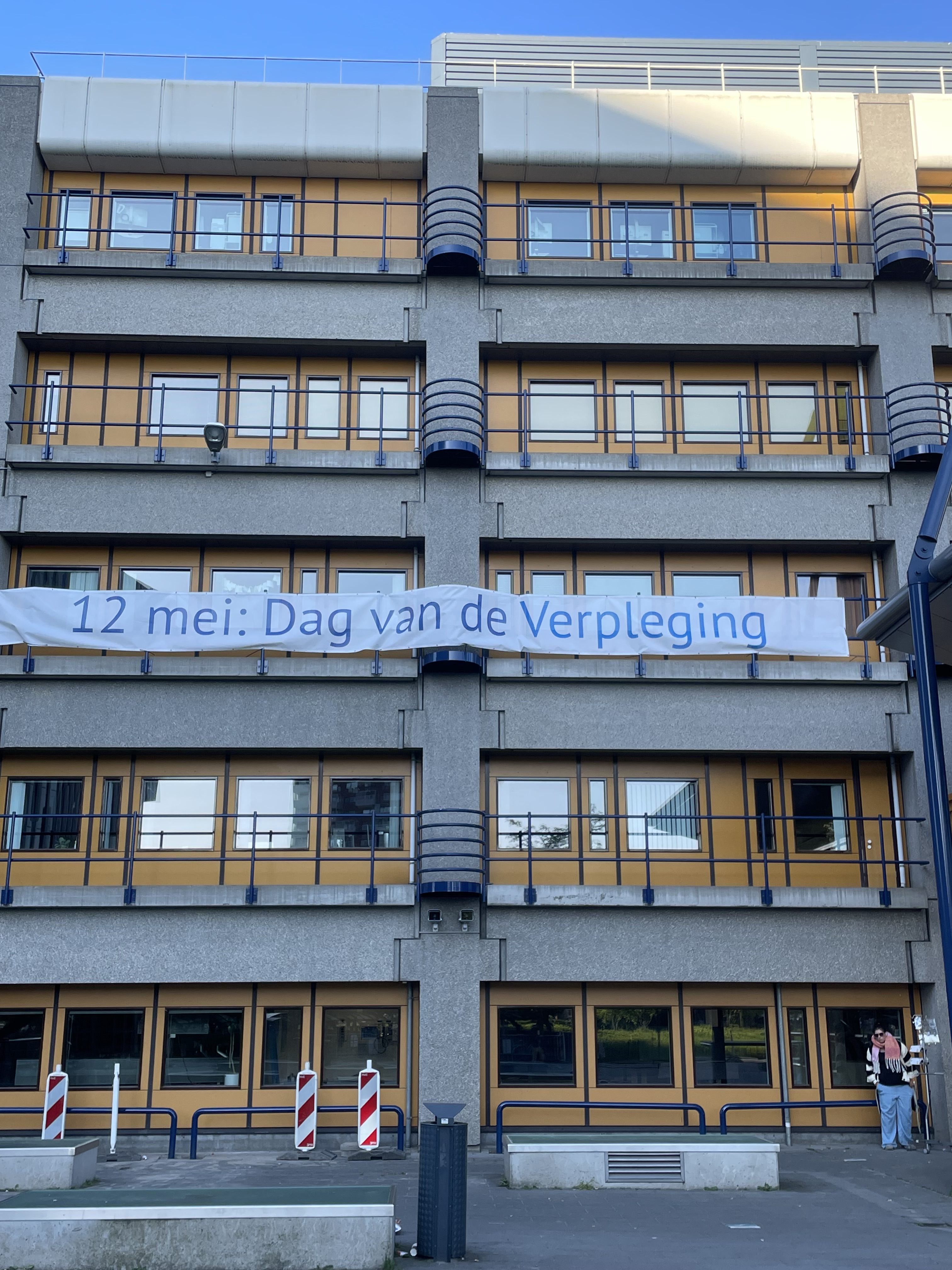
Dag van de verpleging (LUMC, 2025)

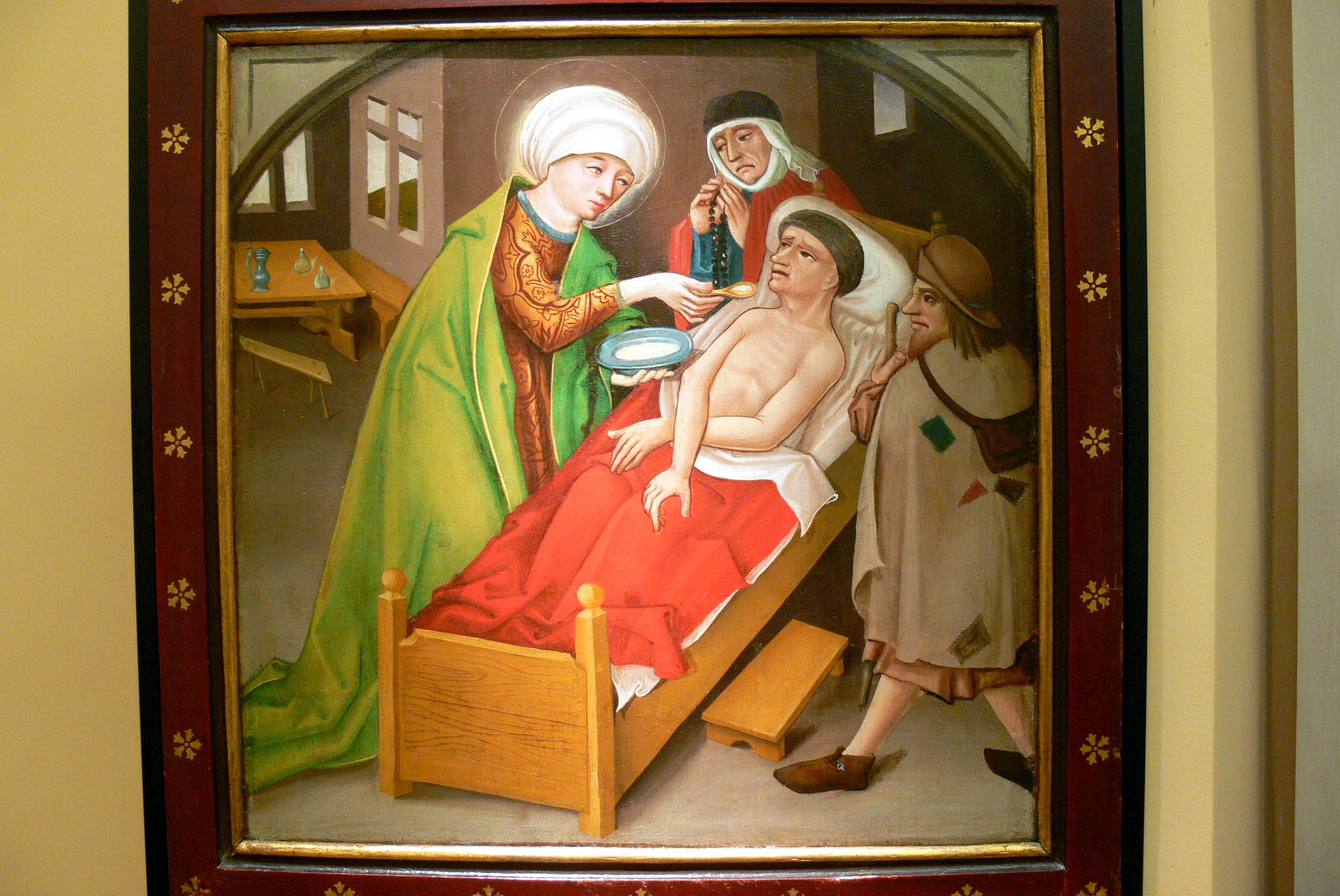
Verpleging in de 14e eeuw

De Dag van de Verpleging (Engels: International Nurses Day) wordt elk jaar op 12 mei gehouden. 12 mei 1820 is de geboortedatum van Florence Nightingale, die algemeen wordt beschouwd als grondlegster van de moderne verpleegkunde. In 1965 werd International Nurses Day voor het eerst gevierd. In Amerika geldt de gehele week er aan voorafgaand als National Nurses Week.
De dag werd ingevoerd door de Internationale Raad voor Verpleegkundigen (International Council or Nurses, ICN). In 1974 werd de geboortedatum van Nightingale gekozen om de dag te vieren. Vanaf 2013 wordt in Nederland deze dag naast 'Dag van de Verpleging' ook wel de 'Dag van de Zorg' genoemd.
Al in 1953 had Dorothy Sutherland, een medewerkster van het Amerikaanse ministerie van Volksgezondheid aan de toenmalige president Eisenhower voorgesteld om een 'verpleegstersdag' uit te roepen; hij verwierp dat idee echter.